# 6735 Madhatter
A 6735 Madhatter (ideiglenes jelöléssel 1992 WM3) a Naprendszer kisbolygóövében található aszteroida. Urata Takesi fedezte fel 1992. november 23-án.